# Air Kati (Lubuk Linggau Selatan I)
Air Kati is een bestuurslaag in het regentschap Lubuklinggau van de provincie Zuid-Sumatra, Indonesië. Air Kati telt 1698 inwoners (volkstelling 2010).